# Nana Poku
Nana Poku (sinh ngày 1 tháng 9 năm 1992) là một cầu thủ bóng đá người Ghana hiện tại thi đấu ở vị trí tiền đạo cho câu lạc bộ tại Giải bóng đá ngoại hạng Ai Cập Misr Lel-Makkasa.

## Sự nghiệp
Ở mùa giải 2010–11, Nana Poku giành danh hiệu "Goal King" ở Ghana Premier League với 16 bàn thắng cho Berekum Arsenal. Năm 2014, anh ký hợp đồng 3 năm với câu lạc bộ Ai Cập Ittihad El Shorta, sau đó là với Ashdod và Hapoel Kfar Saba (mượn) ở Israel. Năm 2015, Poku joined fellow Egyptian team Misr Lel-Makkasa before subsequently joining UAE Arabian Gulf League side Al Shabab at the end of 2016.

## Thống kê sự nghiệp

### Câu lạc bộ
Tính đến 25 tháng 12 năm 2016.
| Câu lạc bộ          | Mùa giải            | Giải vô địch            | Giải vô địch | Giải vô địch | Cúp     | Cúp       | Cúp Liên đoàn | Cúp Liên đoàn | Châu lục | Châu lục  | Khác    | Khác      | Tổng cộng | Tổng cộng |
| Câu lạc bộ          | Mùa giải            | Hạng đấu                | Số trận      | Bàn thắng    | Số trận | Bàn thắng | Số trận       | Bàn thắng     | Số trận  | Bàn thắng | Số trận | Bàn thắng | Số trận   | Bàn thắng |
| ------------------- | ------------------- | ----------------------- | ------------ | ------------ | ------- | --------- | ------------- | ------------- | -------- | --------- | ------- | --------- | --------- | --------- |
| Al Shabab           | 2016–17             | UAE Arabian Gulf League | 0            | 0            | 0       | 0         | 0             | 0             | —        | —         | 0       | 0         | 0         | 0         |
| Al Shabab           | Tổng cộng           | Tổng cộng               | 0            | 0            | 0       | 0         | 0             | 0             | —        | —         | 0       | 0         | 0         | 0         |
| Tổng cộng sự nghiệp | Tổng cộng sự nghiệp | Tổng cộng sự nghiệp     | 0            | 0            | 0       | 0         | 0             | 0             | —        | —         | 0       | 0         | 0         | 0         |

1. ↑  Bao gồm the UAE President's Cup.
2. ↑  Bao gồm the UAE League Cup.

## Danh hiệu

### Zamalek SC
- Cúp bóng đá Ai Cập (1): 2017–18